# جوبريز (مارغون)
جوبریز (بالفارسية: جوبریز) هي قرية تقع في إيران في قسم مارغون الريفي. يقدر عدد سكانها بـ 541 نسمة بحسب إحصاء 2016.